# KS Gramozi Ersekë
El KS Gramozi Ersekë es un equipo de fútbol de Albania que juega en la Kategoria e Dytë, la tercera división de fútbol en el país.

## Historia
Fue fundado en el año 1927 en la ciudad de Ersekë en el distrito de Kolongë y sus primeros años de existencia los pasó jugando a nivel regional.
En la temporada 2007/08 logra el ascenso por primera vez a la Kategoria e Parë (segunda división), y en solo una temporada logra ascender a la Kategoria Superiore (primera división) al vencer en el playoff 5-2 al Bylis Ballsh.
Lamentablemente para el club fue una aparición corta en el máximo nivel, ya que terminaron en último lugar entre 12 equipos con 26 puntos, 19 puntos por debajo de salvar la categoría.
En el año 2010 al club le fue rendido un reconocimiento cuando se le organizó un partido amistoso en Tirana ante el Real Madrid CF de España por la empresa Taçi Oil. El partido acabó con victoria para el club español por 1-2.

## Palmarés
- Kategoria e Dytë: 1

2007/08